# Badki
Badki (en népalais : बड्की) est un comité de développement villageois du Népal situé dans le district de Jumla. Au recensement de 2011, il comptait 4 740 habitants.